# La Guierche
La Guierche és un municipi francès situat al departament del Sarthe i a la regió de País del Loira. L'any 2007 tenia 1.125 habitants.

## Demografia

### Població
El 2007 la població de fet de La Guierche era de 1.125 persones. Hi havia 399 famílies de les quals 78 eren unipersonals (37 homes vivint sols i 41 dones vivint soles), 114 parelles sense fills, 191 parelles amb fills i 16 famílies monoparentals amb fills.
La població ha evolucionat segons el següent gràfic:
Habitants censats

### Habitatges
El 2007 hi havia 526 habitatges, 407 eren l'habitatge principal de la família, 102 eren segones residències i 17 estaven desocupats. 519 eren cases i 3 eren apartaments. Dels 407 habitatges principals, 362 estaven ocupats pels seus propietaris, 43 estaven llogats i ocupats pels llogaters i 2 estaven cedits a títol gratuït; 1 tenia una cambra, 24 en tenien dues, 38 en tenien tres, 84 en tenien quatre i 259 en tenien cinc o més. 326 habitatges disposaven pel capbaix d'una plaça de pàrquing. A 138 habitatges hi havia un automòbil i a 235 n'hi havia dos o més.

### Piràmide de població
La piràmide de població per edats i sexe el 2009 era:
| Homes | Edats   | Dones |
| ----- | ------- | ----- |
| 0     | 95 o +  | 0     |
| 0     | 90 a 94 | 0     |
| 0     | 85 a 89 | 4     |
| 4     | 80 a 84 | 12    |
| 16    | 75 a 79 | 24    |
| 12    | 70 a 74 | 24    |
| 16    | 65 a 69 | 12    |
| 36    | 60 a 64 | 8     |
| 12    | 55 a 59 | 28    |
| 20    | 50 a 54 | 28    |
| 32    | 45 a 49 | 16    |
| 32    | 40 a 44 | 52    |
| 56    | 35 a 39 | 48    |
| 32    | 30 a 34 | 24    |
| 32    | 25 a 29 | 20    |
| 12    | 20 a 24 | 28    |
| 36    | 15 a 19 | 44    |
| 36    | 10 a 14 | 60    |
| 32    | 5 a 9   | 32    |
| 28    | 0 a 4   | 16    |

## Economia
El 2007 la població en edat de treballar era de 735 persones, 577 eren actives i 158 eren inactives. De les 577 persones actives 546 estaven ocupades (293 homes i 253 dones) i 31 estaven aturades (13 homes i 18 dones). De les 158 persones inactives 61 estaven jubilades, 60 estaven estudiant i 37 estaven classificades com a «altres inactius».

### Ingressos
El 2009 a La Guierche hi havia 406 unitats fiscals que integraven 1.104,5 persones, la mediana anual d'ingressos fiscals per persona era de 18.877 €.

### Activitats econòmiques
Dels 30 establiments que hi havia el 2007, 1 era d'una empresa extractiva, 1 d'una empresa alimentària, 1 d'una empresa de fabricació de material elèctric, 3 d'empreses de fabricació d'altres productes industrials, 9 d'empreses de construcció, 8 d'empreses de comerç i reparació d'automòbils, 2 d'empreses de transport, 1 d'una empresa d'hostatgeria i restauració, 1 d'una empresa financera, 1 d'una empresa immobiliària i 2 d'empreses classificades com a «altres activitats de serveis».
Dels 12 establiments de servei als particulars que hi havia el 2009, 1 era una oficina de correu, 1 taller de reparació d'automòbils i de material agrícola, 2 guixaires pintors, 4 fusteries, 1 lampisteria, 2 perruqueries i 1 agència immobiliària.
Dels 2 establiments comercials que hi havia el 2009, 1 era una gran superfície de material de bricolatge i 1 una fleca.
L'any 2000 a La Guierche hi havia 16 explotacions agrícoles que ocupaven un total de 511 hectàrees.

## Equipaments sanitaris i escolars
El 2009 hi havia una escola elemental integrada dins d'un grup escolar amb les comunes properes formant una escola dispersa.

## Poblacions més properes
El següent diagrama mostra les poblacions més properes.